# 저미문귀
저미문귀(姐彌文貴, ?~?)는 백제의 관료이다.

## 생애
백제의 유력가문인 대성팔족 중 진씨 출신의 인물로 추정된다.
다가야가 백제의 영토인 기문(己汶)을 점령하자, 513년 6월에 그는 장군 주리즉이(州利卽爾) 오경박사 단양이(段楊爾)등과 왜에 파견되어 도움을 요청했다.
515년 2월, 백제로 귀국했으며 이 때 다가야의 공격으로 인해 그를 호위하던 모노노베노 무라치(物部連) 휘하 왜의 수군들이 인근 섬에 정박하게 되었다.